# Ловчий, Николай Фёдорович
Николай Фёдорович Ловчий (род. 1 ноября 1930 года, Каменка Шкловского района Могилёвской области) — учёный в области лесоведения, физиологии и биохимии растений, доктор биологических наук (1992), профессор, лауреат Государственной премии БССР (1972).

## Биография
Родился в деревне Каменка Шкловского района Могилевской области.
В 1949 году окончил среднюю школу, в 1954 году — Белорусский лесотехнический институт имени С. М. Кирова.
Работал мастером обучения на кафедре лесных культур, с декабря 1957 года — инженером в Оршанском лесхозе.
В 1957—1960 годах проходил обучение в аспирантуре при кафедре почвоведения и ботаники Белорусского лесотехнического института.
В 1963 году защитил кандидатскую диссертацию на тему «Процессы заболачивания почв и их влияние на произрастание лесных насаждений» (научный руководитель — П. П. Роговой).
С 1960 года Н. Ф. Ловчий работает в Институте экспериментальной ботаники НАН Беларуси, с 1982 года — в должности заведующего лабораторией.
В 1991 году защитил докторскую диссертацию на тему «Эколого-географический анализ и кадастровая оценка типов сосновых лесов Белоруссии».

## Научная деятельность
Николаю Фёдоровичу Ловчему принадлежат научные работы по лесной геоботанике, лесной технологии, почвенной энзимологии. Автор около 180 научных работ, в том числе 8 монографий. Среди опубликованного:
- Леса Белорусского Полесья. — Мн., 1977. (вместе с И. Д. Юркевичем и В. С. Гельтманам);
- Сосновые леса Белоруссии. — Мн., 1984.(вместе с И. Д. Юркевичем);
- Берёзовые леса Беларуси. — Мн., 1992 (в соавторстве).

## Награды
- Государственная премия БССР (1972)